# Саут-Фармінгдейл (Нью-Йорк)
Саут-Фармінгдейл (англ. South Farmingdale) — переписна місцевість (CDP) в США, в окрузі Нассау штату Нью-Йорк. Населення — 14 345 осіб (2020).

## Географія
Саут-Фармінгдейл розташований за координатами 40°43′0″ пн. ш. 73°26′52″ зх. д. / 40.71667° пн. ш. 73.44778° зх. д. (40.716625, -73.447915).  За даними Бюро перепису населення США в 2010 році переписна місцевість мала площу 5,75 км², з яких 5,74 км² — суходіл та 0,01 км² — водойми.

## Демографія
Згідно з переписом 2010 року, у переписній місцевості мешкало 14 486 осіб у 4784 домогосподарствах у складі 3898 родин. Густота населення становила 2517 осіб/км².  Було 4888 помешкань (849/км²).
Расовий склад населення:
| - 90,1 % — білих - 4,5 % — азіатів - 1,4 % — чорних або афроамериканців - 0,1 % — корінних американців - 2,2 % — осіб інших рас |

До двох чи більше рас належало 1,7 %. Частка іспаномовних становила 10,0 % від усіх жителів.
За віковим діапазоном населення розподілялося таким чином: 23,1 % — особи молодші 18 років, 61,3 % — особи у віці 18—64 років, 15,6 % — особи у віці 65 років та старші. Медіана віку мешканця становила 41,7 року. На 100 осіб жіночої статі у переписній місцевості припадало 95,7 чоловіків;  на 100 жінок у віці від 18 років та старших — 93,0 чоловіків також старших 18 років.
Середній дохід на одне домашнє господарство  становив 114 303 долари США (медіана — 106 954), а середній дохід на одну сім'ю — 121 224 долари (медіана — 111 478). Медіана доходів становила 75 917 доларів для чоловіків та 50 809 доларів для жінок. За межею бідності перебувало 3,5 % осіб, у тому числі 4,4 % дітей у віці до 18 років та 4,4 % осіб у віці 65 років та старших.
Цивільне працевлаштоване населення становило 7674 особи. Основні галузі зайнятості: освіта, охорона здоров'я та соціальна допомога — 25,4 %, роздрібна торгівля — 12,2 %, науковці, спеціалісти, менеджери — 11,2 %.